# Treffurt
Treffurt é uma cidade da Alemanha localizada no distrito de Wartburgkreis, estado da Turíngia.